# 西弗斯嶺
67°3′S 52°51′E / 67.050°S 52.850°E
西弗斯嶺（英語：Seavers Ridge）是南極洲的山嶺，位於恩德比地，處於雷奈得山東南面26公里，根據澳大利亞探險隊的空中照片繪入地圖，現時由南極條約體系管理。